# IC 3047
IC 3047 је спирална галаксија у сазвјежђу Дјевица која се налази на листи објеката дубоког неба у Индекс каталогу.
Деклинација објекта је + 12° 59' 50" а ректасцензија 12h 13m 14,6s. Привидна величина (магнитуда) објекта IC 3047 износи 15,2 а фотографска магнитуда 16,0.